# Hoelea
Hoelea is een bestuurslaag in het regentschap Lembata van de provincie Oost-Nusa Tenggara, Indonesië. Hoelea telt 951 inwoners (volkstelling 2010).